# Ramon I de Montcada i de Montcada
Ramon I de Montcada i de Montcada (1150 - 1190 o 1191) fou senyor de Tortosa
Fill de Guillem Ramon I de Montcada i Beatriu de Montcada, sembla haver compartit amb ell el títol de senescal des del 1171. Fou diplomàtic de la Corona amb Ramon VI de Tolosa, Alfons VIII de Castella, Ferran II de Lleó, Alfons IX de Lleó i fins i tot amb l'emperador de Constantinoble, on gestionà el fallit matrimoni del comte Ramon Berenguer IV de Provença amb Eudòxia Comnena.
Es casà amb Ramona de Tornamira, amb qui tingué diversos fills, entre ells:
- Ramon II de Tortosa, conegut també com a Ramon II de Montcada, conseller de Jaume I, senyor de Tortosa.
- Guillem Ramon II de Montcada, hereu de la senescalia.
- Felipa de Montcada, casada amb Ramon Roger I de Foix.